# Вулиця Валентина Зайцева (Конотоп)
Вулиця Валентина Зайцева — вулиця міста Конотоп Сумської області.

## Розташування
Розташована в центральній частині сучасного міста. Пролягає від вулиці Гетьманської до вулиці Степана Бандери.

## Назва
Названа на честь російського письменника та драматурга Олександра Миколайовича Островського.

## Історія
Перша документальна згадка про вулицю датується 28 червня 1929 року.
Перша відома назва — Сашків провулок. Названий на честь людини, що мала ім'я Сашко (Олександр), яка мала певне відношення до цього топоніму.
З середини XX століття — вулиця Островського.